# 竹山高原温泉
竹山高原温泉（たけやまこうげんおんせん）は、北海道北広島市にある温泉又は入浴施設の名。

## 泉質
- アルカリ性単純温泉（低張性アルカリ性低温泉）
  - 源泉温度：26.1℃
  - 源泉温度が低いため、加温・循環濾過・塩素消毒を行っている[1]。

## 温泉地
北広島市街地から少し離れた森林地帯に、日帰り入浴も扱う旅館「竹山高原温泉」が存在する。
近くには千歳線や国道36号線が走っている。名物の岩露天風呂には、道内銘石600tを使用している。

## 歴史
- 1970年（昭和45年）- 創業者竹山イクによって、開業[3]。

## 交通
公共交通機関
- JR北海道千歳線北広島駅よりタクシーで10分。

自動車
- 道央自動車道北広島ICより国道36号線経由、恵庭方面へ車で10分。
- 道央自動車道輪厚SICより車で10分。